# Hohenlehen (Miesbach)
Hohenlehen ist ein Gemeindeteil von Miesbach auf der Gemarkung Wies im oberbayerischen Landkreis Miesbach.

## Ortsbeschreibung
Die Einöde Hohenlehen liegt südwestlich von Miesbach.
Das Bauernhaus und die sogenannte Hohenlechner-Hofkapelle sind in die Liste der Baudenkmäler in Miesbach eingetragen.

## Bevölkerungsentwicklung
Um 1871 lebten in Hohenlehen sechs Einwohner. Die Einwohnerzahl stieg bis 1950 auf zehn. Im Mai 1987 lebten dort sieben Einwohner in zwei Wohngebäuden.
| Jahr      | 1871 | 1925 | 1950 | 1970 | 1987 |
| Einwohner | 6    | 8    | 10   | 5    | 7    |